# 八度

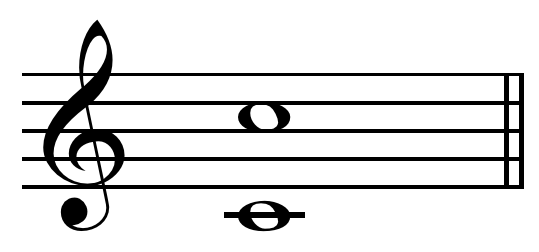
以C音所構成的純八度音程。

八度（英語：Octave，亦稱為完全八度）是音程的一種，它的組成是由2個相同音名但來自不同音域所組成。兩音的距離為12個半音，而頻率的比例是2:1，換而言之，較高音的頻率為較低音的兩倍。而這個比例，不論是運用平分律、純律或是畢氏音程都是相同的。
在古代中國音樂理論中，八度譜記稱為均。
純八度是和聲學中第二簡單的音程關係（最簡單的是純一度）。亦被喻為是「音樂上最常用的音程」。
在泛音列中，第1音和第2音的音程關係便是純八度。純八度音程往往給人一種非常舒暢的感覺，這和兩音的頻率重疊有關係，由於兩者成倍數關係，因此其正弦波的疊加波型並不會出現不協調音程中起伏不平的波段，反而能達至互補的作用，因而製造出一份和諧感。又因人耳在聽到純八度和聲時，會有將兩個音當成同一個音的傾向，因此，這樣的關係又可被稱為等價八度（octave equivalence）。另一方面，又由於音程所產生的共鳴感，令聽者感覺以八度音程行進的旋律，音色會比單旋律的彈奏更為豐富。

## 記號
八度記號大致可分為以下三種：

### 八度移高記號（8a、8va）

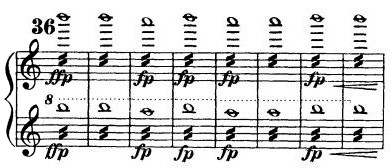
八度記譜法例子：古斯塔夫·馬勒第1號交響曲中第4樂章，第1小提琴在練習號36中出現的八度移高譜號。

當需要把過高的附加線消除時，便會將該部份移低一個純八度記譜，並在頂部加上8a、8va或8以作識別，這是取自意大利文中「八度」（ottava），而適用的範圍，亦會以斷續線（┈┈┈┈┐）來區別。8va不存在疊音的作用，因此得出來的效果依然是單音旋律。
以古斯塔夫·馬勒的第1號交響曲為例子：其中在第4樂章，第1小提琴在練習號36中，第二聲部出現了連續的八度移高記號，直接最後一小節前為止。在八度移高記號的範圍內所奏出的音，和第一聲部以實音記譜的音高是相同的。

### 八度移低記號（8vb、8vabassa）

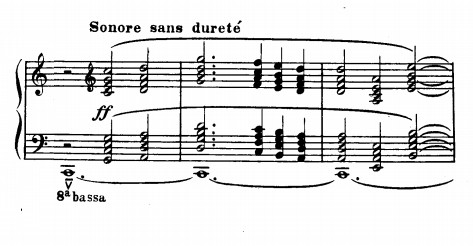
德布西《前奏曲》第1冊第10首，第28-30小節中，出現八度移低記號。

和八度移高記號相反，當需要把過低的附加線消除時，便會將該段部份移高一個純八度記譜，並在底部加上8vb、8va bassa或8以作識別（義大利語：（眾數為a尾））。同樣適用的範圍，亦會以斷續線（┈┈┈┈┘）來區別。同樣地8vb也不存在任何疊音的作用。
以德布西的《前奏曲》第1冊第10首為例，在第28小節中，右手的C1音以法語8abassa標示，亦即是實際的音高變成為C0音。

### 八度同奏記號（col 8、coll' 8、c. 8va）
取自意大利文 coll'ottava，解作「和相應的八度一同出現」，表示演奏時除需彈奏樂譜標示的音高外，也要加添相應的八度移位，視乎記號的位置而定。適用範圍同樣以斷續線（┈┈┈┈┐，加添高八度）或（┈┈┈┈┘，加添低八度）來劃定。
八度同奏記號較常在即興音樂，如爵士樂中的鋼琴樂譜較常出現。另外，作曲家在撰寫樂隊總譜時，為求方便原故，對一些演奏相同旋律但位處不同音域時（如第1小提琴和第2小提琴、大提琴和低音提琴等），亦會在五線譜上標上，如「8va col Violino I」或「8 basso col Celli」。尤以巴洛克時代及古典時期的作曲家較多採用。